# Odinsa
Odinsa es una empresa colombiana dedicada al desarrollo y gestión de proyectos de infraestructura a gran escala, especialmente en los sectores de concesiones viales y aeropuertos. Es una filial del Grupo Argos, un importante actor en el sector de infraestructura en Colombia y América Latina.

## Historia
Fue fundada en 1992, las primeras adjudicaciones de concesiones viales le fueron otorgadas en 1994.
En 2000, Odinsa obtuvo el primer proyecto internacional con las Autopistas del Nordeste en República Dominicana
En 2005, obtuvo la adjudicación de la concesión del aeropuerto El Dorado

## Concesiones
- Aeropuerto Internacional El Dorado
- Aeropuerto Internacional Mariscal Sucre
- Conexión pacifico 2
- Túnel de Oriente
- Autopista del Café
- Malla vial del Meta